# Islas Fay
Las Islas Fay (en inglés: Fay Islands ) son parte de las Islas Sverdrup en la región de Qikiqtaaluk, en el territorio de Nunavut, en el norte de Canadá. Situadas en el Océano Ártico, son también miembros de las islas Queen Elizabeth y del archipiélago ártico canadiense. Se encuentran en el canal de Sverdrup, entre la isla de Meighen y la costa oeste de la isla Axel Heiberg. El canal de Peary y la isla de Amund Ringnes están al sur. Las Islas Fay son cuatro islas muy pequeñas, a veces confundidas como cargadas de sedimentos glaciares.